# Инвестторгбанк
Инвестторгбанк — российский универсальный коммерческий банк.
Региональная сеть «Инвестторгбанка» насчитывает 21 филиал и более 80 дополнительных офисов, расположенных во всех федеральных округах Российской Федерации.
По версии журнала «Профиль» банк занимал 59-е место в ТОП-200 российских банков по размеру чистых активов и 125 по размеру собственного капитала (на 1 февраля 2016).
В августе 2015 была введена временная администрация, с октября 2015 года санируется банком «Транскапиталбанк»
В конце июля 2021 года Тушинский районный суд г. Москвы вынес заочный приговор экс-председателю правления банка, Владимиру Гудкову, проживающему на собственной вилле в Монако, — 7 лет лишения свободы по возбуждённому в конце 2016 года делу о хищении из Инвестторгбанка более 7 млрд рублей. Ходатайство Прокуратуры Российской Федерации об экстрадиции бывшего предправления Инвестторгбанка было отклонено властями Монако в 2016 году, однако в январе 2018 года Владимир Гудков был арестован на территории княжества на основании ордера Интерпола и провёл несколько месяцев в местной тюрьме повышенной комфортности.
20 апреля 2022 года банк попал под санкции США.

## Рейтинги
В 2004—2016 годах банк имел рейтинг международного рейтингового агентства Moody’s Interfax Rating Agency. В январе 2016 года рейтинг был отозван.
В июле 2009 года «Национальное рейтинговое агентство» присвоило индивидуальный рейтинг кредитоспособности АКБ «Инвестторгбанк» (ОАО) на уровне «А+» (высокая кредитоспособность, первый уровень). В сентябре 2011 года «Национальное рейтинговое агентство» повысило рейтинг до уровня «АА-» (очень высокая кредитоспособность, третий уровень).